# U.S. Gold
U.S. Gold je bila britanska tvrtka iz ranih 1980-ih, koja je djelovala do 1990-ih. Tvrtka se bavila industrijom videoigara; točnije, proizvodnjom i izdavanjem videoigara za mnoge 8-bitne, 16-bitne i 32-bitne platforme.

## Povijest
U.S. Gold je osnovan u Birminghamu, 1984. godine, a osnovao ju je Geoff Brown kao izdavačka sekcija Centresofta, računalne tvrtke koju je Brown osnovao 1983. godine. Njihova glavna zadaća je bila izdavati popularne američke Atari i Commodore 64 igre u Ujedinjenom Kraljevstvu i ostatku Europe, te ih promijeniti u 8-bitni format, poput ZX Spectruma i Amstrad CPC-a. Ovaj poslovni plan je trebao biti brz uspjeh, poticajući U.S. Gold da se proširi, povezujući se s manjim proizvođačima i tražeći potrebne licence koje mogu komercijalizirati. Razne popularne videoigre su izdane za IBM PC, uključujući Street Fighter II, World Cup Italia '90 i World Cup USA '94.
U.S. Gold je nastavio proširivati svoje djelo i u 1990-ima. Međutim, broj njihovih poslovanja, posebno onaj s tvrtkom LucasArts (prije znana kao LucasFilm Games) su "pali u vodu", što je ugrožavalo njihov prihod. Zbog učvršćivanja njihovih financija, pridružili su se s UK software distributorom CentreSoftom da bi formirali CentreGold Plc Grupu. Unutarnja proizvodnja igara koja su bila pod vlasništvom U.S. Golda, preuzeo je Silicon Dreams, a kupio Core Design.
Trostrano partnerstvo u srcu CentreGolda nije dugo trajalo, grupu je kupio Eidos Interactive u travnju 1996. godine. Eidos je prodao CentreSoft, te je vodio Core Design kao proizvođač, ali je odlučio obustaviti U.S. Gold imidž. Silicon Dreams je vraćen nazad osnivaču U.S. Golda, Geoff Brownu, što je postalo osnovni princip osnivanja njegove nove tvrtke ,Geoff Brown Holdings (GBH).
Zadnja prodana U.S. Goldova igra je bila Olympic Games: Atlanta 1996 (Olimpijske igre: Atlanta 1996.), koja je izašla u lipnju 1996. za Sony PlayStation, Sega Saturn, PC i 3DO. Ostale U.S. Goldove igre koje su čekale publikaciju u vrijeme pripojenja Eidosu su izašle u kolovozu 1996., a iznimka je bila igra Dream Team Basketball.  Dream Team Basketball je kasnije trebao izdati Sony PlayStation, ali je projekt otkazan.

## Videoigre U.S. Golda
Sljedeći popis prikazuje najpozntije videoigre koje je proizveo i/ili izdao U.S. Gold:
- FIFA World Cup
  - World Cup Carnival
  - World Cup Italia '90
  - World Cup USA '94
- Videoigre Olimpijskih igara
  - Summer Games
  - Summer Games II
  - Winter Games
  - World Games
  - California Games
  - California Games II
  - The Games: Summer Edition
  - The Games: Winter Edition
- Capcom
  - Street Fighter
  - Final Fight
  - Street Fighter II
  - Ghouls 'n Ghosts
  - Mercs
  - Forgotten Worlds
  - Strider
  - Strider II

## Vanjske poveznice
- U.S. Gold profil na MobyGames
- U.S. Gold profil na World of Spectrum
- Dream Team Basketball  Arhivirana inačica izvorne stranice od 26. travnja 2007. (Wayback Machine) izvješće na PlayStation Museum